# Подлые плуты
Подлые плуты (англ. Those Scurvy Rascals) — CGI-мультсериал, созданный британской студией Blue-Zoo Productions. Премьерный показ был начат на телеканале Nickelodeon UK в мае 2005 года, в настоящее время транслируется многими телевизионными станциями во всём мире.
Сериал рассчитан на зрительскую аудиторию старше 6 лет (так как использует образы и ситуации, способные испугать более юного зрителя).

## Сюжет
Каждый эпизод сериала является самостоятельной короткой историей и никак не связан с другими эпизодами. Сериал повествует о приключениях трёх пиратов, испытывающих особую привязанность к трусикам (в оригинале — pants, кальсоны). Приключения, как правило, начинаются с очередной попытки пиратов завладеть чужими труса́ми. При этом тяга к нижнему белью не носит сексуального характера, герои сериала по некоторым причинам считают эту часть гардероба наивысшей материальной ценностью и истории обычно являются вариациями на тему охоты за сокровищами со всеми сопутствующими элементами (это может быть препятствие в виде огнедышащего дракона, за́мок, полный ловушек и т. д.)
Троица проживает и путешествует на судне под названием «The Soiled Pair» (рус. испачканная пара).

## Главные герои
- Sissy Le Poop — манерный пират, высокий и худой.
- Smelly Pete — неуклюжий, большой и прожорливый.
- Shark Bait — маленький и юркий, вместо левой руки у него стальной крюк
- Polly the Parrot — бортовой попугай.

## Список эпизодов
1. Pilot: Pant Island
2. Pants Odyssey
3. Pet Pants
4. Pantartica
5. The Great Pantcreas Operation
6. Scaredy Pants
7. Under Water Pants
8. Raiders of the Lost Pants
9. Mail Pants
10. Super Pants
11. Dr Pete & Mr Hyde
12. Robot Pants
13. Mama Bait
14. Fist Full of Pants
15. Miner Pants
16. Pirate Pant Pasty
17. 1001 Arabian Pants
18. Sumo Pants
19. Jurassic Pants
20. Panties Are Forever
21. Princess and the Pants
22. Panties on Parade
23. Gorilla Circus
24. Pantium 3000
25. Lochness Pantster
26. Pantcake Day’s

## Награды
Мультсериал получил две награды British Animation Award в 2006 году (в категориях «лучший детский сериал» и «приз зрительских (детских) симпатий (Children’s Choice Award)». В том же году номинировался на награду BAFTA в категории «лучшая детская анимация».

## Внешние ссылки
- Официальный веб-сайт (англ.)
- Blue-Zoo Productions (англ.) — создатели Those Scurvy Rascals
- Entara (англ.) — владелец Those Scurvy Rascals
- «Подлые плуты» (англ.) на сайте Internet Movie Database